# Palacio de Coudenberg

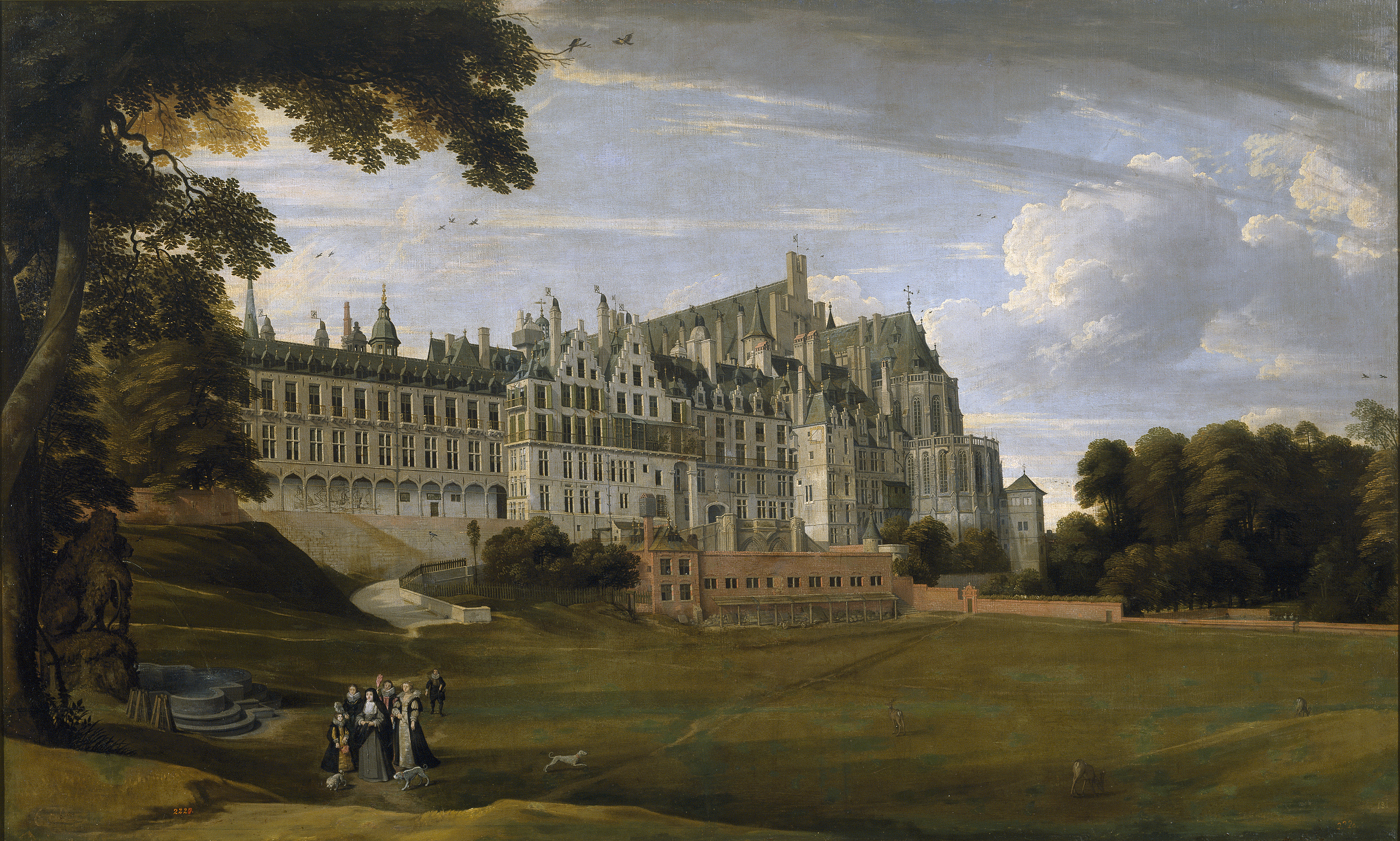
Palacio Real de Bruselas (Palacio de Coudenberg), hacia 1627. Atribuido a Jan Brueghel el Joven. Óleo sobre lienzo, 150 x 228 cm, Madrid, Museo del Prado.

El Castillo, después Palacio de Coudenberg, situado en el centro del Barrio Real de Bruselas, fue durante casi 700 años la residencia (y centro de poder) de los condes, duques, archiduques, reyes y emperadores que, del siglo XII al XVIII, ejercieron su soberanía sobre el Ducado de Brabante y sobre todo o parte de los Países Bajos. El palacio quedó completamente destruido por un incendio accidental desatado la noche del 3 al 4 de febrero de 1731.
Hoy solo se conservan las partes subterráneas. Después de años de excavaciones, los restos arqueológicos del palacio son accesibles a los visitantes. El Coundenberg forma parte de la red de residencias reales europeas (Réseau des résidences royales européennes).

## Situación geográfica
En la actualidad es difícil imaginar el sitio original del castillo Coudenberg porque el terreno se ha ido remodelando durante siglos: cursos de agua desaparecidos y accidentes del terreno nivelados. El castillo fue construido sobre un promontorio que dominaba el valle del Senne, unos cuarenta metros más abajo. Este promontorio se alargaba de sureste a noroeste por una depresión formada por el afluente de Senne, el Coperbeek, que nacía no muy lejos de ahí. Al sur del promontorio había un pequeño barranco, el actual pasaje Borgendael, y al oeste el Senne y el estanque Ruysbroeck.
Pocas cosas quedan de este paisaje. El sitio era particularmente adecuado para la defensa y estaba en el primer recinto fortificado de Bruselas. Además, Coudenberg tenía la ventaja de fácil comunicación con Lovaina, ciudad rival de Bruselas dentro de las posesiones de los condes, con Tervuren, la residencia de verano, y con el bosque de Soignes, donde los condes acostumbraban a cazar.

## Historia
La fecha exacta, cuando los condes de Lovaina construyen el primer castillo de Coudenberg, es imprecisa. Pero se corresponde con los tiempos del desplazamiento del poder condal hacia la parte alta de la ciudad, a mediados del siglo XI, en 1047, coincidiendo con el traslado de las reliquias de Santa Gúdula, por el Conde Lamberto II de Lovaina, desde la iglesia de Saint-Gery a la que más tarde fue la catedral de los Santos Miguel y Gúdula. Sin embargo, la existencia del castillo está bien documentada en el siglo XII.
La ciudad y el castillo que la domina ganan importancia con la creación del Ducado de Brabante (1183). Pero ni el castillo ni el recinto fortificado impiden la toma de la ciudad por el conde Luis II de Flandes, en 1356, ni la exitosa revuelta liderada por Everard t'Serclaes contra el ocupante flamenco. Después de este episodio, bajo la autoridad de los duques Juana y Venceslao, se emprende la construcción de un segundo recinto que anexa a la ciudad los campos y zonas bajas cercanos a la primera muralla. El castillo ducal queda ahora a una distancia de las murallas y pierde su carácter defensivo para transformarse en palacio residencial. Los duques agrandan las estancias, añaden salas de recepción y crean el parque.

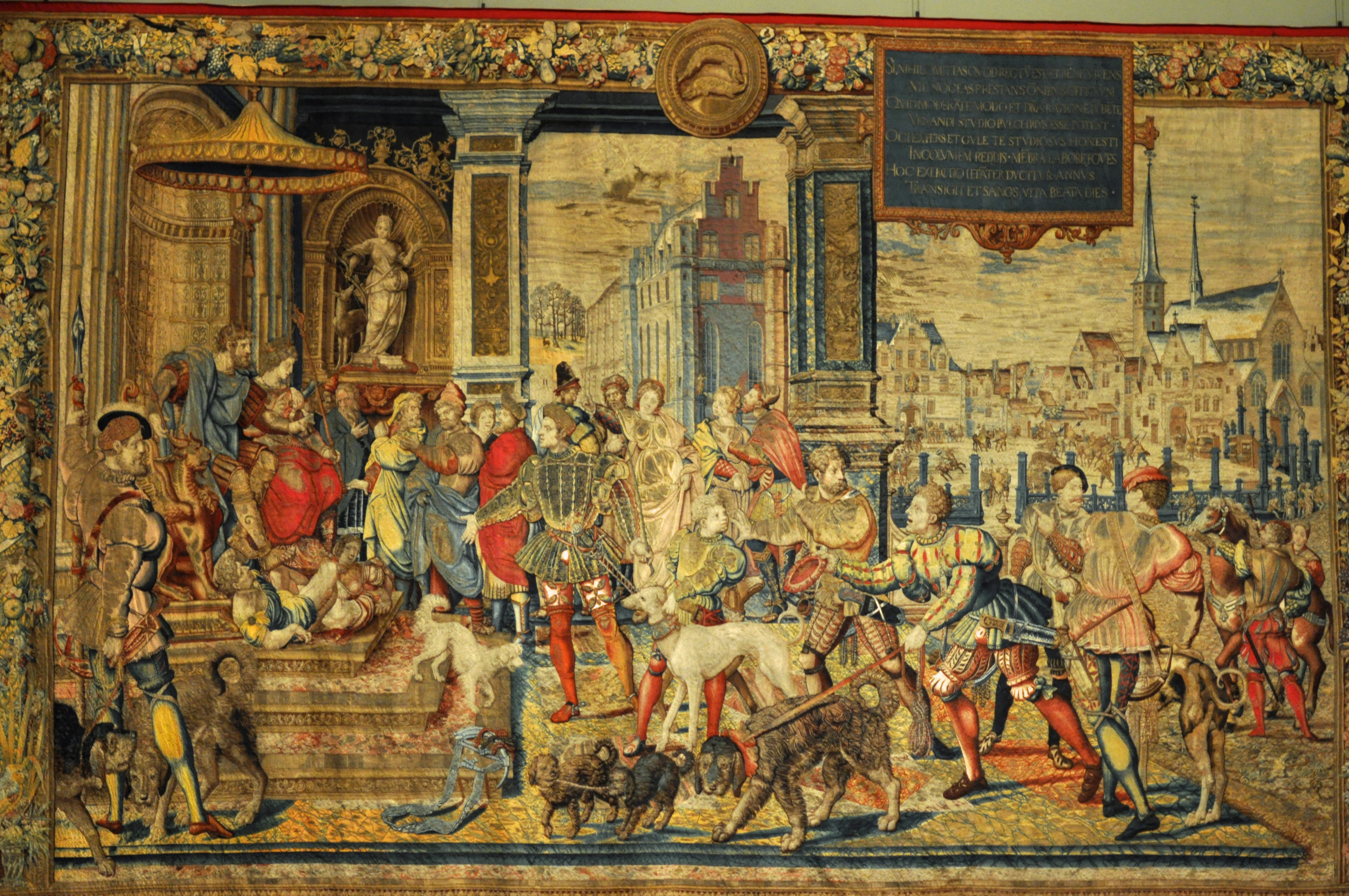
Tapices de caza de Maximiliano, mes de febrero, (Museo del Louvre): el palacio visto desde la plaza des Bailles, con el Aula Magna en el centro, en segundo plano, y la iglesia de Saint-Jacques a la derecha

El castillo fue remodelado y ampliado en los siglos XV y XVI en estilo tardogótico. En 1430, el Brabante es anexionado a Borgoña. Desde entonces, el palacio debe ser un reflejo de la gran potencia borgoñona y pasa por muchos cambios. Felipe el Bueno (1396-1467) construye las nuevas alas del palacio, embellece el parque y sobre todo construye, a expensas del pueblo, el Aula Magna, gran sala ceremonial del palacio donde, en 1465, se reunieron por primera vez los Estados Generales representados por los delegados de la burguesía, del clero y de la nobleza de los Países Bajos borgoñones. El Aula fue durante los siguientes siglos lugar de grandes eventos. En esta sala tiene lugar la ceremonia de emancipación de Carlos de Habsburgo (1500-1558), heredero del Ducado de Borgoña y futuro emperador con el nombre de Carlos V (1515). Y en el mismo lugar, cuarenta años después, abdica en favor de su hijo Felipe II de España. Durante el reinado de Carlos V se crean la plaza des Bailles, frente al palacio, galerías y salas de estilo renacentista, y la gran capilla en estilo gótico tardío, hecha en memoria de sus padres, Felipe (1478-1506) y Juana (1479-1555). La capilla era el lugar donde se conservaba el Tesoro de la Orden del Toisón de Oro

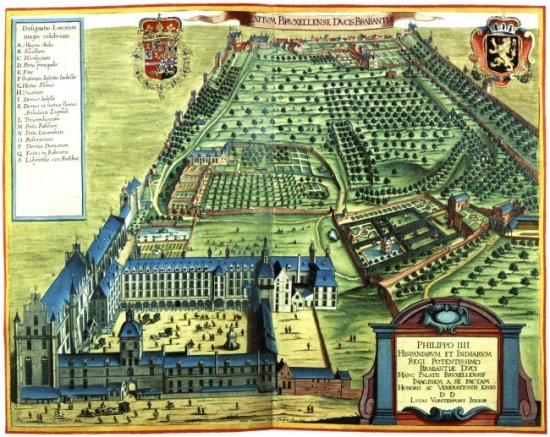
Lucas Vorsterman II, grabado coloreado con una vista del palacio y sus jardines en 1679

En el siglo XVII, durante el gobierno de los archiduques Alberto e Isabel (1598-1633), soberanos de los Países Bajos Españoles, el palacio recobra su antiguo esplendor porque se hacen importantes mejoras siguiendo las directrices del arquitecto de corte Wenzel Coebergher. Se añaden elementos arquitectónicos renacentistas pero respetando, como se aprecia en las pinturas y grabados que se han conservado, el conjunto gótico original. Los edificios, los apartamentos y los jardines, estos diseñados por Salomón de Caus, son reformados. La calle a lo largo del Aula Magna y la capilla se prolonga hasta la Colegiata de los Santos Miguel y Gúdula, y se le da el nombre de Isabelle. Los archiduques, muy amantes del arte, traen a su corte a los más grandes artistas de la época, entre ellos a Jan Brueghel y Rubens, cuyas obras adornan el palacio. Se recuerda este periodo en Bruselas como una época de paz, prosperidad y de influencia intelectual y artística sobre otras ciudades europeas.
En 1731, Bruselas es parte de los Países Bajos Austriacos y la archiduquesa María Isabel de Austria (1680-1741), hermana del emperador Carlos VI (el que fuera pretendiente al trono de España en competencia con Felipe V), es la gobernante. En la noche del 3 al 4 de febrero, se produjo un incendio en su apartamento del que ella escapa por poco. En la confusión, el desastre se extendió rápidamente a todo el palacio. Las heladas dificultan el suministro de agua y los medios de lucha contra el fuego son insuficientes. Por la mañana, el palacio está en ruinas, se han perdido parte de los archivos y obras maestras del arte. La capilla, cuadras, biblioteca, la casa de pajes y la veterinaria se han salvado y siguen en uso. Solo quedan del Aula Magna los altos muros.
La corte se traslada y no hay financiación para la reconstrucción. Por más de cuarenta años, las ruinas del palacio, conocido como "la Corte quemada", se dejan tal cual. Fue sólo en 1774, bajo la regencia del gobernador Carlos Alejandro de Lorena (1712-1780), cuando se decide retirar los restos y reconstruir el área. La capilla también fue destruida porque su estilo gótico no encajaba en los gustos de la época (rococó). Sobre los restos de este magnífico palacio se construyó el barrio de la Plaza Real y el Parque de Bruselas (que ocupa el lugar de los antiguos jardines).

## Descripción del palacio en su apogeo
La vista que acompaña aquí, grabado de J. Van de Velde fechado en 1649 y titulado Curia Brabantiæ in celebri et populosa urbe Bruxellis, da una idea de lo que era entonces la Corte de Brabante.

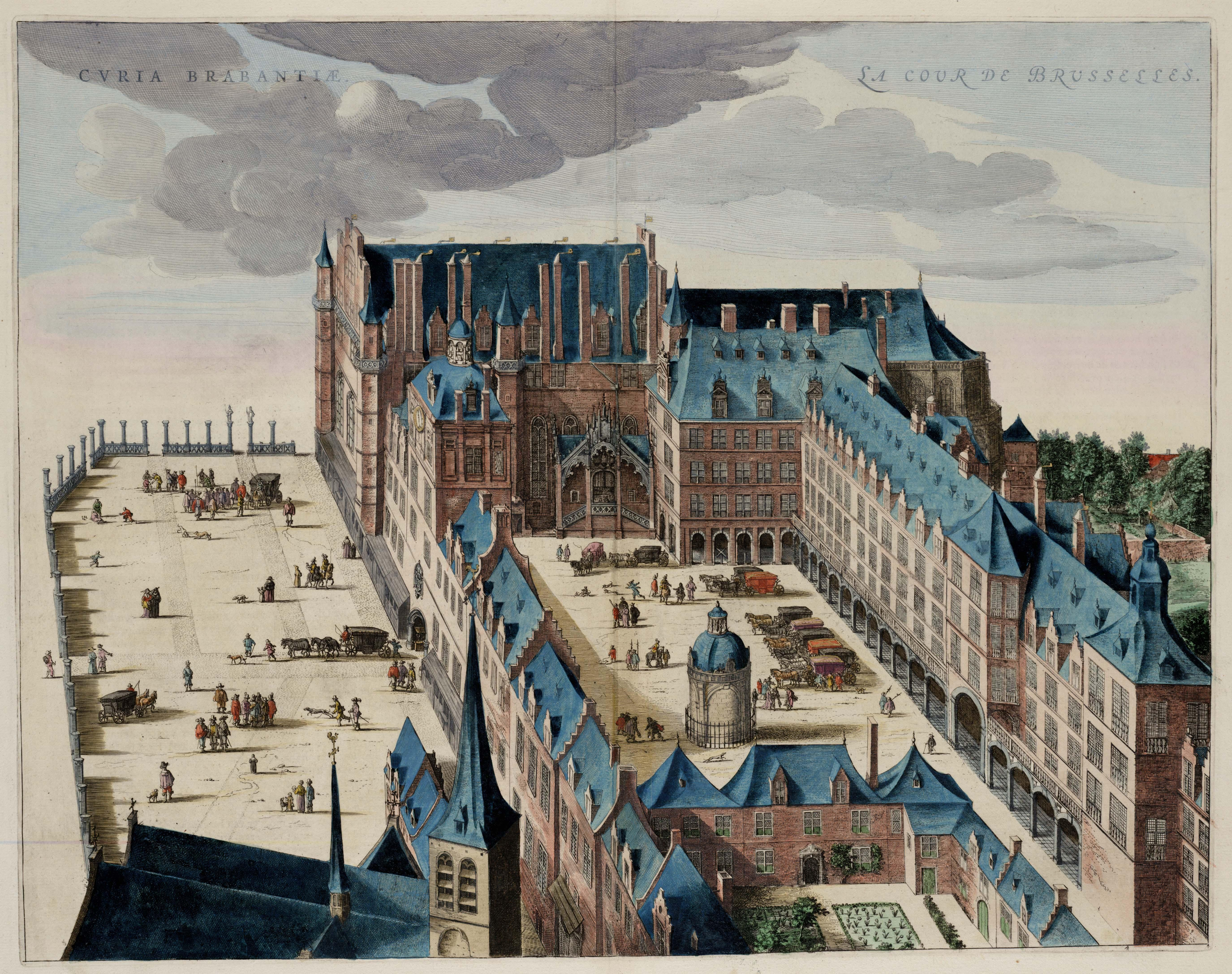
El Palacio en 1649 (Atlas van Loon)

A la izquierda se muestra la plaza de Bailles, de tiempos de Carlos V: el vallado en piedra adornado a tramos regulares con altos pilares que soportaban estatuas de los gobernantes de Países Bajos, obras del escultor Jan Borreman. La plaza ocupaba la mitad sur de la actual Plaza Real. En primer plano está la antigua iglesia de Santiago (Saint-Jacques), destruida en el siglo XVIII y reconstruida en el mismo lugar pero mirando a la nueva plaza. Las carrozas cruzan un portal cubierto, bajo la torre del reloj del siglo XVII, para acceder al patio interior del palacio.
Al fondo del patio, fachada lateral con la gran escalera de honor que conducía al Aula Magna de Felipe el Bueno, edificio que sobresale en el conjunto palaciego. Tenía unos treinta metros de altura, una longitud de cuarenta metros y una anchura de algo mayor de dieciséis metros, y consistía en una gran sala cubierta con techumbre de madera y tejado de pizarra. En las fiestas y grandes eventos, sus paredes se adornaban con ricos tapices. El patio interior estaba bordeado por la galería, parte baja del edificio principal que contenía los apartamentos reales, las salas de juntas (de los Consejo de Estado, Finanzas etc.) y oficinas de las instituciones y administraciones centrales de los Países Bajos. Los archiduques Alberto e Isabel añadieron otro piso al edificio principal. Las ventanas del otro lado daban a los jardines y al parque. Una gran galería con vistas a los jardines fue construida por la gobernadora María de Hungría (1505-1558), hermana de Carlos V.
Pegada al Aula Magna, estaba la capilla de Carlos V, reputada por la belleza de sus proporciones. Consistía en una espaciosa nave iluminada por dos pisos de ventanales. Construida en la ladera de la colina Coperbeek, hoy allanada, la capilla estaba al nivel del aula, cuyo empuje se compensasó con la construcción de dos niveles de pilares, octogonales y redondos.
En la parte inferior del Coudenberg se extendía a los jardines, con estanques, fuentes, juegos y paseos, y una reserva de caza.

## Las excavaciones arqueológicas y el sitio actual
Entre los años 1774 y 1778, momento de la destrucción de las ruinas y la remodelación de la zona, se cubren partes del palacio como las habitaciones anteriormente situadas bajo el Aula Magna, (cocinas y almacenes) y la parte superior que daba a la calle Isabelle, mientras que otras partes se vuelven a utilizar y sirven como cimientos y sótanos de los nuevos edificios de la Plaza Real. Este es el caso de los sótanos del edificio principal, el segundo nivel de la capilla (el más bajo) y la parte inferior de la calle Isabelle. La parte de la calle situada junto a la calle Terarken desaparece en 1923 por la construcción del Palacio de Bellas Artes (del arquitecto Victor Horta (1861-1947)).
Entre 1985 y 1987, los trabajos arqueológicos bajo la dirección de D. Van Eenhooge y M. Celis, descubren la capilla del palacio y un tramo de la calle Isabelle. De 1995 a 2000, la esquina noroeste de la plaza Real es excavada por el equipo de la Real Sociedad Arqueológica Bruselas, bajo la dirección de Pierre Bonenfant. Estas excavaciones han puesto al descubierto el plano de la antigua sala de ceremonias y la sección superior de la calle Isabelle. Esta área se conecta con el resto de la zona arqueológica. Se encuentran, casi intactas, 500 losas del pavimento original del Aula Magna. Las losas, en piedra azul y piedra blanca, estaban dispuestas en damero. Son inventariadas y almacenadas primero en el antiguo edificio de la corte 
de los condes (en la Plaza Real). Luego, repartidas en catorce paletas (el Aula Magna tenía 15 metros de ancho por 50 metros de largo) se almacenan debajo del viaducto de las tres fuentes, en Auderghem. Su desaparición se constata en septiembre de 2003.
Entre 1998 y 2003, tras la restauración del edificio BIP, el equipo de Arqueología de la Región de Bruselas Capital, bajo la dirección de S. Modrie, lleva a cabo varias nuevas excavaciones de los restos del antiguo hotel Hoogstraeten. Las nuevas obras permiten la visita desde el Museo Belvue, que ocupa el lugar de los antiguos apartamentos principescos. Algunos de los objetos encontrados durante las excavaciones se exhiben en el museo.

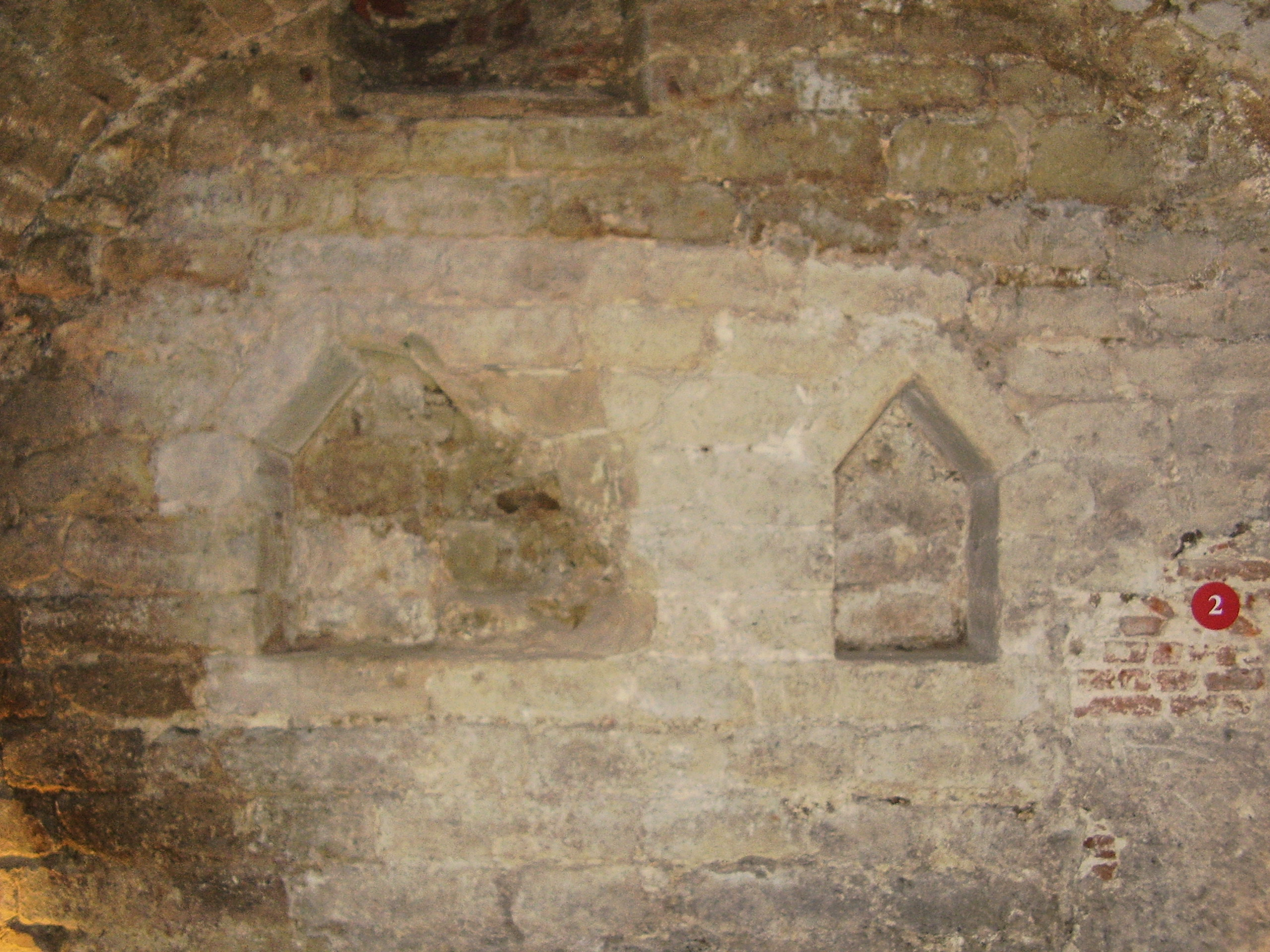
Cimientos del siglo XII
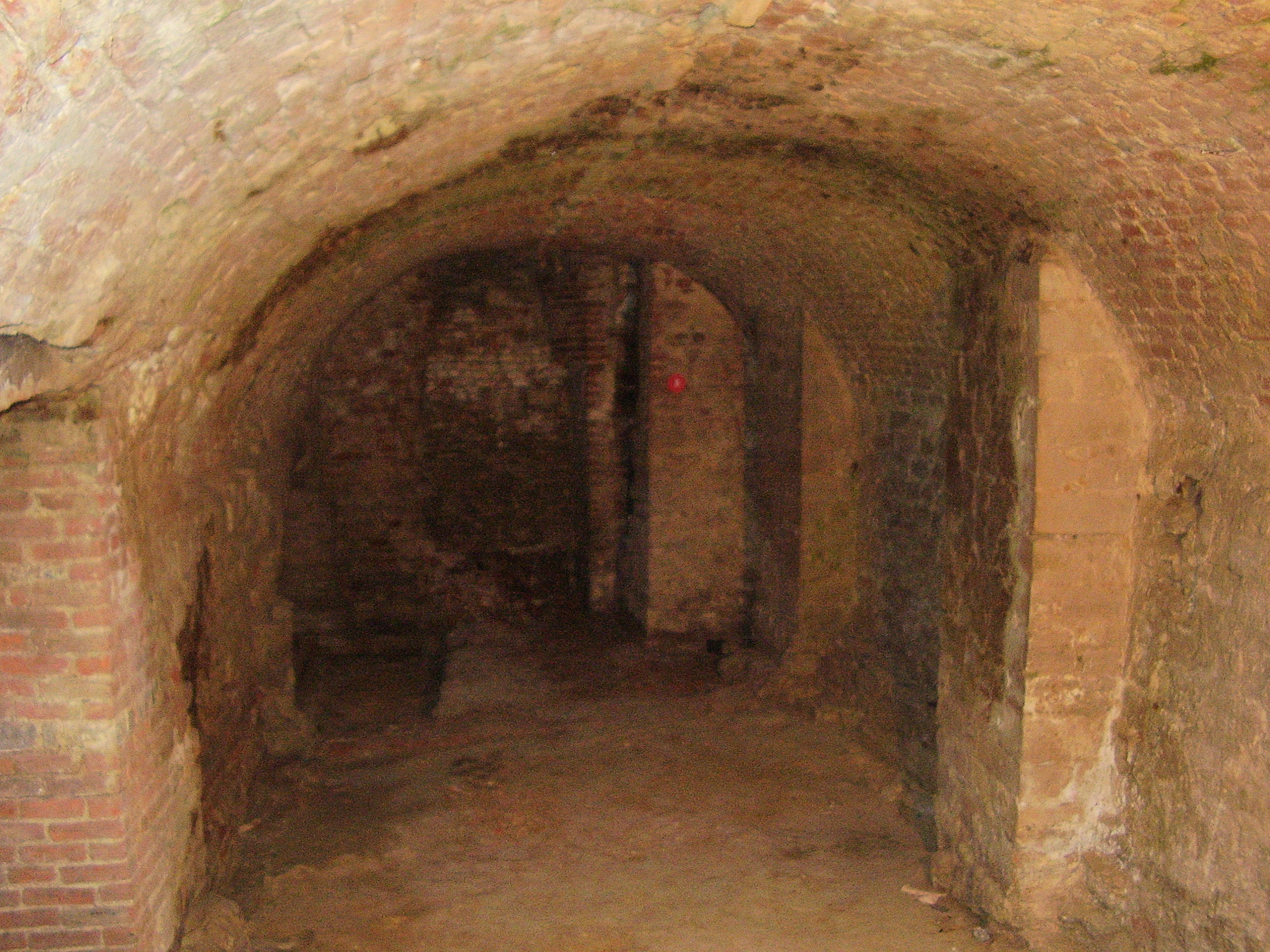
Cuevas del siglo XV
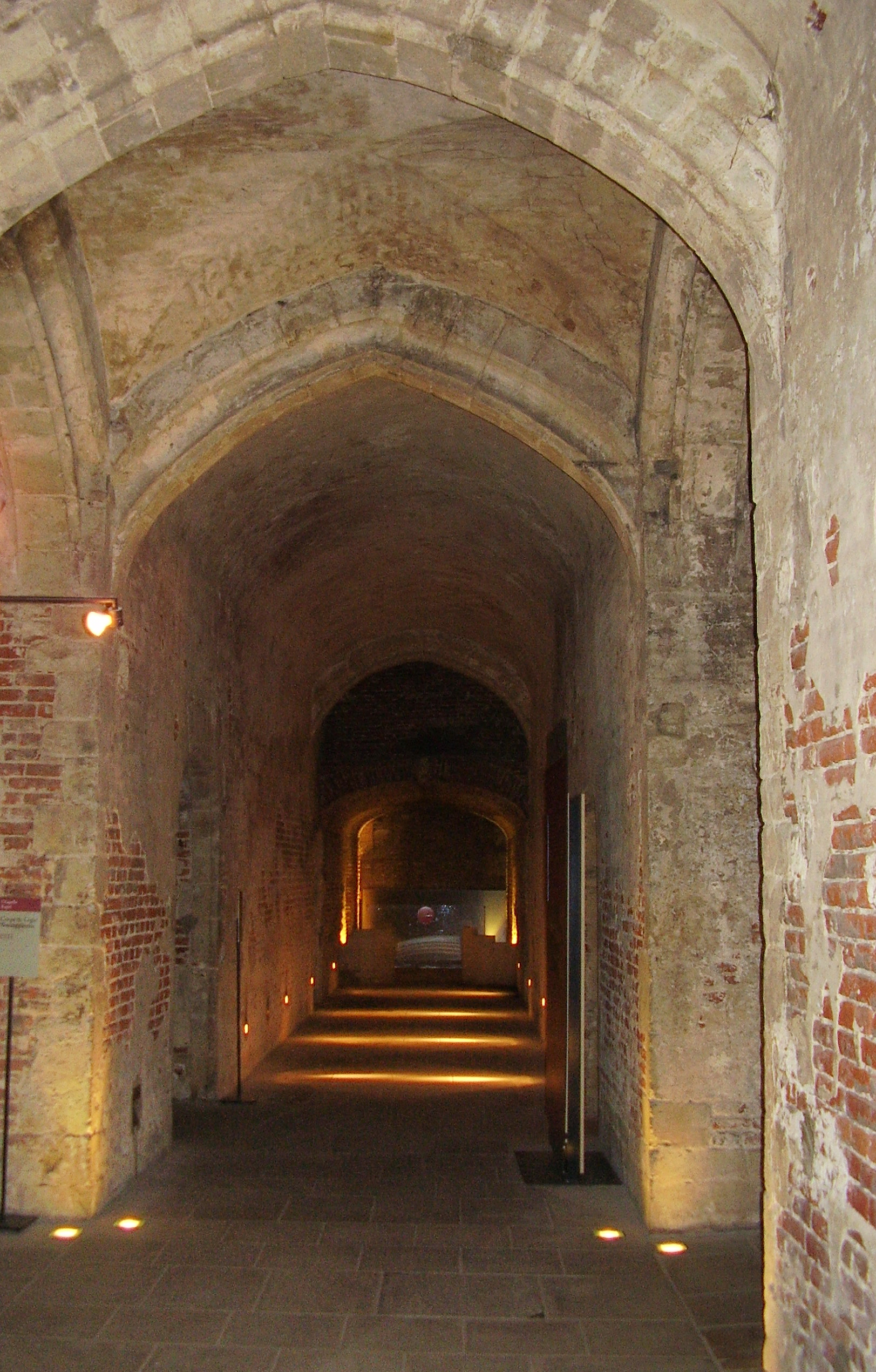
Bajo la capilla'
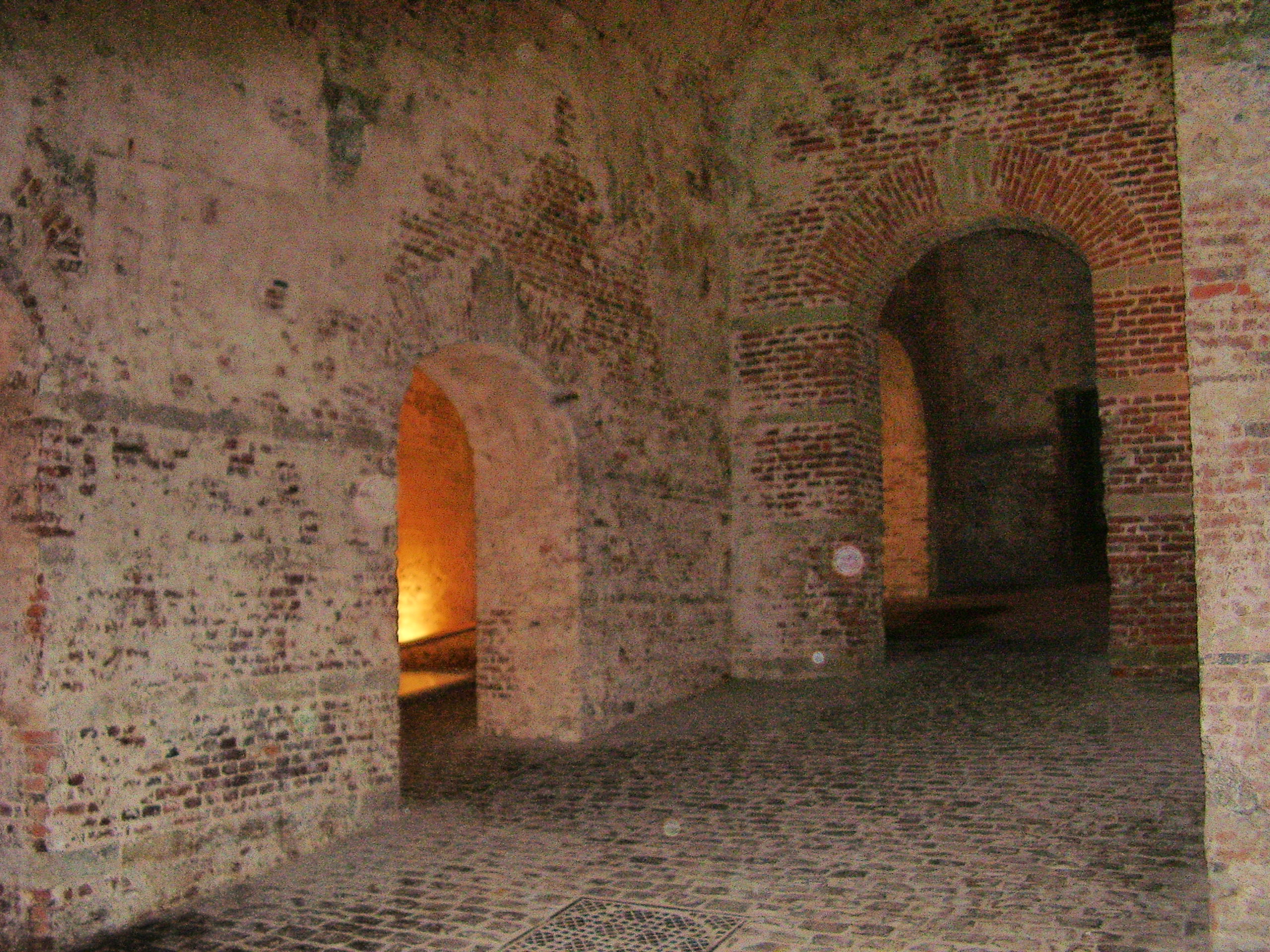
Cuevas bajo la rue Isabelle
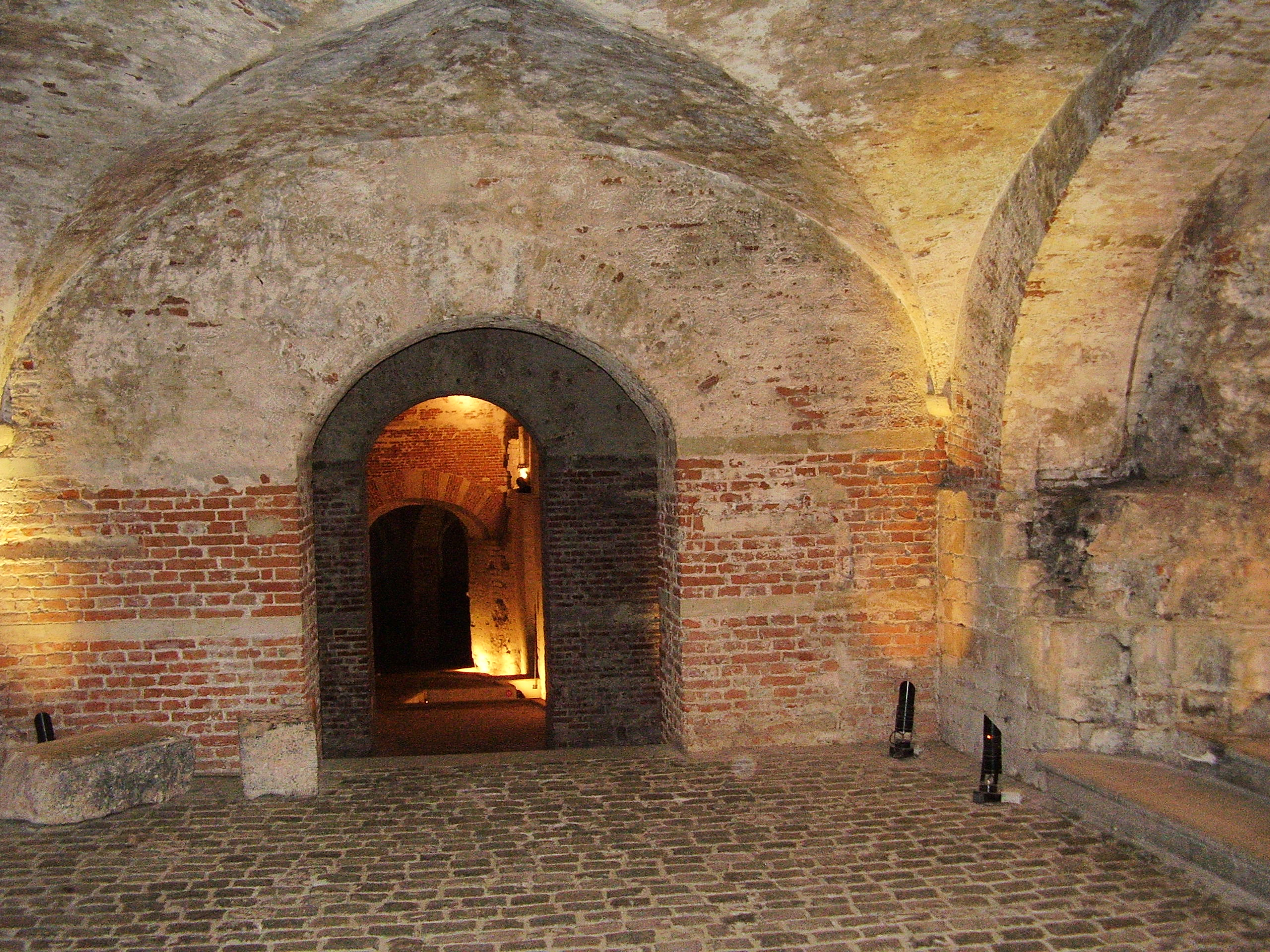
Parte alta de la rue Isabelle
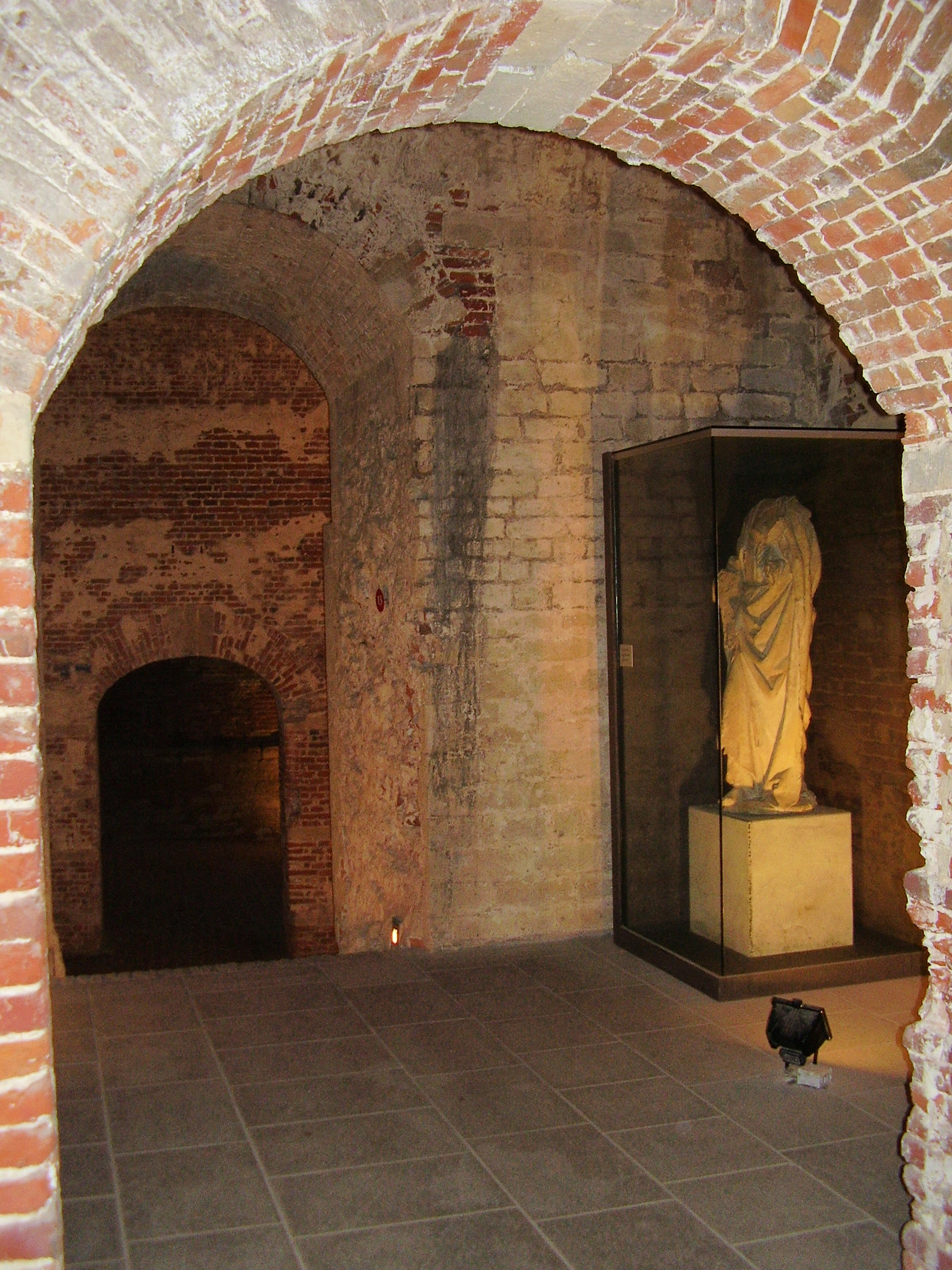
Estatua de apóstol del siglo XV